# Eozygodactylus americanus
Eozygodactylus americanus — викопний вид птахів вимерлої родини Zygodactylidae, що існував в еоцені у Північній Америці. Скам'янілі рештки знайдені у відкладеннях формації Грін-Рівер у штаті Вайомінг, США.

## Опис
Дрібний деревним птах з великим черепом і коротким дзьобом.